# Tekoa (assentament israelià)
Tekoa (hebreu: תקוע‎) és un assentament israelià que es troba en l'Àrea de Judea i Samaria. Tekoa està situat a uns 20 km al nord-est d'Hebron i a uns 16 km al sud de Jerusalem, i es troba en la jurisdicció del Consell Regional de Gush Etzion.

## Fundació
Tekoa va ser fundat el 1975 com una avançada prop del poble palestí de Tuqu'. El 1977 va passar a estar sota l'administració civil. La ciutat està situada a 8 quilòmetres al sud de Betlem, prop d'Herodium.

## Arqueologia i Fites
El jaciment arqueològic del Khiam es troba en aquesta zona. S'han trobat cartes de Ximon bar Kokhebà, dirigent de la Revolta de Bar Kokhebà en contra de l'Imperi Romà (132-135 CE), en una vall propera a Tekoa.
Les antigues coves excavades en pedra calcària del Nachal Tekoa o Wadi Khureitun, anomenat així pels monjos de les laures de Sant Carità, estan situades darrere de Tekoa.
En les mediacions de les ruïnes de l'antiga Tekoa es troben les ruïnes d'una Església romana d'Orient i un monestir, també s'han trobat ceràmiques romanes d'Orient.

## Geografia
Tekoa se situa a uns 670 metres sobre el nivell de mar en un cingle envoltat en els seus tres costats per un profund canó, el Uadi Khureitun, que va de l'Est fins a la Mar Morta. Té una precipitació pluvial mitjana d'uns 410 mm, una temperatura anual mitjana de 17 graus Celsius, i una humitat anual mitjana d'aproximadament un 60%.

## Demografia
Tekoa està poblada per sionistes religiosos i israelians seculars. També viuen a Tekoa molts nous immigrants de l'antiga Unió Soviètica. En 2021, la població va arribar fins a 4.315 habitants.

## Economia
El 1989, la granja Tekoa d'Agro-Tecnologia, que fou establerta el 1986, va ser nominada Empresa de l'Any per la revista israeliana de poblaments agrícoles.

## Terrorisme islàmic
En maig de 2001, dos nois israelians de Tekoa, Koby Mandell i Yosef Ishran, van ser assassinats per terroristes que formaven part del grup Gihad Islàmic de Palestina. En setembre de 2001, un israelià va ser assassinat a Tekoa, quan terroristes islàmics van obrir foc en contra del seu cotxe familiar. En febrer de 2002, dos israelians van ser assassinats en un atac amb armes de foc prop de Tekoa per extremistes musulmans de la Brigada dels Màrtirs d'Al-Aqsa.

## Residents notables
- Menachem Froman, rabí i activista en favor de la pau.
- Dr. Stephen Wiesner, físic, les seves propostes van impulsar la teoria de la informació quàntica.
- Marc Zell, advocat.